# Niżnia Filipczańska Przełęcz
Niżnia Filipczańska Przełęcz (1199 m) – szerokie siodło w reglowym paśmie Kop Sołtysich w polskich Tatrach Wysokich. Oddziela Przysłop Filipczański od Filipczańskiego Wierchu (1223 m). Stoki południowo-wschodnie spod przełęczy opadają do doliny Filipka, północno-zachodnie do Żlebu za Skałką.
W pobliżu przełęczy znajduje się jaskinia Szczelina za Paśnikiem.
Rejon przełęczy porasta las świerkowy i nie prowadzi przez nią żaden szlak turystyczny. Nieco powyżej przełęczy na Filipczańskim Przysłopie znajdują się duże trawiaste obszary, obecnie zarastające lasem. Dawniej były to tereny pasterskie Hali Filipka.